# Малянович, Зигмунт
Зигмунт Малянович (пол. Zygmunt Malanowicz, 4 февраля 1938, Каркажишке, Швенчёнский район — 4 апреля 2021, Варшава) — польский актёр театра и кино, кинорежиссёр и киносценарист.

## Биография
Зигмунт Малянович родился 4 февраля 1938 года в Польше в деревне Коркожишки (ныне часть Литвы) в русско-польской семье Анны Барждо и Яна Маляновича (одна из бабушек была русской, в семье говорили на польском и на русском). У него были две старшие сестры, Кристина и Тереса. Его тётей была актриса Мария Малянович-Ниджильская. Отец служил в Армии Крайовы и пропал без вести, когда Зигмунту было три года. 
Во время Второй мировой войны его мать тоже связалась с Армией Крайовы. После войны его семья приехала в Польшу со второй волной репатриантов и в течение года жила в Илаве, где тогда базировался советский военно-морской флот. Когда все взрослые в семье отсутствовали дома, то Зигмунта часто оставляли на попечение тамошних моряков. Спустя год он с семьёй переехал в Ольштын.
На его выбор профессии, по его словам, повлияли семейная чета актёров Галина и Ян Махульские. Изначально после школы он пытался поступить в актёрскую школу в Варшаве, а затем в актёрскую школу в Кракове, но везде срезался (в Варшаве не прошёл по внешним данным, в Кракове его не приняли из-за голоса) и после этого целый год проработал в лесхозе грузчиком. В конечном итоге поступил в лодзинскую киношколу, которую окончил в 1963 году. Дебютировал в кино в 1959 году и в театре в 1962 году. C 1966 по 1971 год играл в краковском Народном театре. Актёр театров в разных польских городах (Зелёна-Гура, Познань, Кельце, Варшава).
Прославился главной ролью в дебютном фильме Романа Поланского «Нож в воде», но из-за того, что тогдашние власти Польши встретили фильм в штыки (а поскольку он учился в то момент в Лодизнской киношколе и не получил нужного разрешения на участия в съёмках, то его временно отчислили из заведения), Зигмунта в течение последующих 7 лет не брали на главные роли в кино, и поэтому в этот период он сосредоточился на театре.
Какое-то время имел проблемы с алкоголем, из-за чего у него развалились два брака и даже бурный роман с актрисой Малгожатой Потоцкой. В третий раз женился в 1994 году.
Скончался 4 апреля 2021 года. 15 апреля был похоронен на Кальвинистском кладбище Варшавы.

## Избранная фильмография

### Актёрские работы
- 1959 — Место на земле / Miejsce na ziemi — воспитанник исправительной колонии
- 1961 — Нож в воде / Nóż w wodzie — юноша
- 1963 — Голый среди волков / Nackt unter Wölfen (ГДР) — Иозеф Прибуля
- 1966 — Барьер / Bariera — Эдди, приятель из общежития
- 1968 — Ставка больше, чем жизнь / Stawka większa niż życie (телесериал) — Иоганн Штрайт (только в 13-й серии)
- 1969 — Охота на мух / Polowanie na muchy — Влодек
- 1969 — Знаки на дороге / Znaki na drodze — офицер милиции
- 1970 — Пейзаж после битвы / Krajobraz po bitwie — ксёндз редактор
- 1971 — Проказа / Trąd — Станислав Чермень
- 1972 — На краю пропасти / Na krawędzi — Рышард Черник
- 1973 — Дорога / Droga (телесериал) — Збышек Гэрлич, водитель (в сериях 1, 2, 6)
- 1973 — Майор Хубаль — Людвик Муха, ксёндз, член отряда Хубаля
- 1974 — Сколько той жизни / Ile jest życia (телесериал) — журналист Анджей, друг Янаса (в сериях 1-7)
- 1975 — Ярослав Домбровский / Jarosław Dąbrowski — Ярослав Домбровский
- 1976 — Большая система / Wielki układ — Яницкий
- 1979 — Урок мёртвого языка / Lekcja martwego języka — Валясек, начальник станции
- 1980 — Крах операции «Террор» (СССР, Польша, ГДР) — Анджей
- 1989 — Высокая кровь — конюх Макарыч (озвучивал Алексей Булдаков)
- 1991 — Ятринская ведьма (СССР) — Филипп
- 2015 — Соблазн / Córki Dancingu

### Режиссёрские работы
- 1989 — Высокая кровь (СССР) (совместно с В. Туровым)
- 1992 — Без улик (Белоруссия)

### Сценарные работы
- 1989 — Высокая кровь (СССР)
- 1992 — Без улик (Белоруссия)
- 2000 — Приговор Франтишеку Клосу / Wyrok na Franciszka Kłosa (Польша), реж. Анджей Вайда

## Награды
- 1974 — Награда «Комитета в дела радио и телевидение» за радио и телевизионное творчество
- 1986 — Серебряный крест Заслуги